# Peter Williams (ciclista)
Peter Williams (Southport, Merseyside, 13 de desembre de 1986) és un ciclista anglès, professional des del 2008 i actualment a l'equip ONE.

## Palmarès
- 2009
  - 1r a la Tobago Cycling Classic
- 2011
  - 1r al Tour d'Ulster i vencedor d'una etapa
- 2015
  - Vencedor d'una etapa al Bałtyk-Karkonosze Tour
- 2017
  - 1r al Beaumont Trophy